# Milan I de Serbia
Milan I Obrenović (en serbio: Милан I Обреновић; 22 de agosto de 1854 - 11 de febrero de 1901) fue un miembro de la dinastía serbia de los Obrenović, príncipe de Serbia (bajo el nombre de Milan IV) entre 1868 y 1882, y posteriormente rey de Serbia (bajo el nombre de Milan I) entre 1882 y su abdicación en 1889.

## Biografía

### Primeros años
Milan (o Milán) nació en Mărăşeşti, en Moldavia (en la actual Rumanía), donde estaban exiliados sus padres. Su padre era Miloš Obrenović (1829-1861), hijo a su vez de Jevrem Obrenović, hermano del caudillo revolucionario Miloš I Obrenović. Milan por lo tanto era sobrino-nieto del segundo príncipe de Serbia. Su madre era Marija Catargiu (1831-1879), de una importante familia noble de origen moldavo y rumano. Milan quedó huérfano bastante joven, a los nueve años, y su primo, el príncipe Mihailo III Obrenović, se hizo su tutor. Este lo envió a París a formarse, con un antiguo profesor de la Universidad de Gante. Las enseñanzas de este le permitieron ingresar en el Liceo Louis-le-Grand parisino en 1867, en el que destacó en alemán, latín, griego e historia, su asignatura preferida.
Tras la expulsión de la dinastía Karađorđević en 1858, Mihailo pudo finalmente regresar a Serbia al ser asesinado su tutor. Su nuevo profesor, sin embargo, resultó ser mucho menos adecuado que el que había tenido en Francia. Fue un joven inteligente que demostró enormes dotes de madurez desde una temprana edad.

### Reinado
En 1868 su primo y tutor, el príncipe Mihailo, fue asesinado en Belgrado cuando paseaba en calesa. El magnicidio le permitió a Milan ascender al trono serbio, aunque bajo una regencia. En agosto de 1872 alcanzó la mayoría de edad y tomó el poder definitivamente; demostró ser un monarca despierto y vivaz.
En 1875, recién casado, tuvo que hacer frente a las presiones nacionalistas, especialmente de los Liberales, para que el país entrase en guerra con el Imperio otomano en ayuda de los rebeldes bosnios, a lo que Milan se negó alegando la incapacidad militar del país para enfrentarse a los otomanos. La posición rusa era ambigua, aconsejando oficialmente a Milan mantener la neutralidad mientras ciertos representantes le urgía a entrar en la contienda. Finalmente, Milan, convencido por su primer ministro de la conveniencia de declarar la guerra, lo hizo el 18 de junio de 1876. La guerra no fue popular entre el campesinado. El hijo de Milán, el futuro rey Alejandro, nació durante la contienda. recibió el nombre de su padrino el zar ruso Alejandro II.
En 1878 garantizó la independencia y el reconocimiento de Serbia ante las potencias europeas en el Congreso de Berlín. En 1882 se autoproclamó Rey de Serbia. Además, intentó un mayor acercamiento con el Imperio austrohúngaro, lo cual le causó no pocos problemas internos.
La guerra entre Serbia y Bulgaria de 1885-1886 estuvo a punto de costarle su trono, pero la rápida intervención de Austria-Hungría previno su abdicación.
Su reinado no fue popular entre la mayoría de la población, los campesinos.

### Vida privada
En mayo de 1874 anunció su compromiso con una prima segunda suya, Natalija Keşco, para disgusto del gobierno, que pensaban que se casase con una princesa rusa. La novia había sido seleccionada por la madre de Milán y este la conoció en Viena, donde se enamoró apasionadamente de ella.
El 9 de octubre de 1875, Milan se casó con Natalija, noble de origen moldavo, en la catedral de Belgrado. El zar ruso aceptó ser el padrino (en serbio: kum de boda, enviando un representante. La pareja tuvo dos hijos: Alejandro (cuyo padrino fue el zar Alejandro II de Rusia) y Sergio, que murió con pocos días de vida, en 1878. El matrimonio no fue bien recibido en el país, sin embargo, que esperaba un casamiento con una rusa para cimentar las relaciones entre los dos países.
El matrimonio fue infeliz, y se divorciaron el 12 de octubre de 1888, no sin causar un gran y largo escándalo. En la larga disputa entre los esposos ambos trataron de utilizar a Alejandro contra el otro, lo que convirtió a este en un adolescente infeliz. El enfrentamiento entre ambos debilitó también a los partidarios de la dinastía y reforzó a sus adversarios, los Karadorđevic, además de entorpecer la política del país.
Rusia desencadenó una campaña de difamación en su contra, abogando por su abdicación, acción que también defendió la amante del rey. Milan se convirtió en un monarca impopular, y abdicó repentinamente el 22 de febrerojul./ 6 de marzo de 1889greg., dos meses después de promulgar una Constitución liberal (3 de enero de 1889). A cambio de dos millones de dinares, pagados por el Gobierno ruso, renunció a sus derechos dinásticos, ciudadanía y se exilió en Francia, donde vivió bajo el nombre de conde de Takovo. El joven Alejandro, entonces con doce años de edad, fue proclamado rey. Milan formó antes de exiliarse un consejo de regencia, que debía impedir el contacto entre Alejandro y su madre.
Natalia regresó entonces a Belgrado hasta que fue expulsada el 7 de mayo de 1891; Milan regresó a Serbia el 1 de abril de 1893, donde recuperó los derechos a los que antes había renunciado. Poco después instigó el golpe de su hijo contra la regencia por el que se proclamó mayor de edad y la abolió, principalmente por motivos financieros: a pesar de haber chantajeado a su esposa para obtener dinero para cubrir sus grandes deudas —había consumido ya la indemnización obtenida en 1891— a cambio de no suicidarse y crear un escándalo, se hallaba nuevamente en bancarrota. En febrero de 1893 y para aparentar una reconciliación con Natalia, logró la anulación del divorcio. En 1895 volvió a abandonar Serbia al tiempo que Natalia regresaba al país. En 1897, habiéndose deteriorado las relaciones entre el rey Alejandro y su madre, esta abandonó de nuevo el país y Milan retornó.

### Últimos años
En 1897 Alejandro comenzó a sospechar que el dirigente Radical Nikola Pašić estaba tratando con Rusia su sustitución por un gran duque. Ese mismo año Milan, declarando tener pruebas de estas negociaciones, decidió regresar a Serbia para proteger a su hijo y evitar el cambio dinástico. Milan volvió al palacio real y fue nombrado comandante en jefe del Ejército. A su vuelta Rusia montó una campaña denigratoria en su contra y sostuvo a la oposición Radical, hostil al exmonarca. Al frente del Ejército, llevó a cabo notables reformas, si bien a costa de permanentes déficits presupuestarios.
El 27 de juniojul./ 9 de julio de 1899greg., sufrió un intento de asesinato del que salió vivo con heridas menores. No se pudo probar quién dio la orden del atentado, ejecutado por un desempleado bosnio contratado por un oficial serbio. Milan acusó a los Radicales e, indirectamente, a Rusia, siendo encarcelados varios dirigentes Radicales.

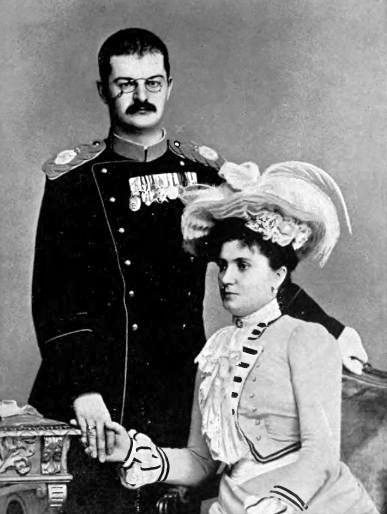
Alejandro y Draga Mašin. Milan odiaba a Draga por haber sido la protegida de su esposa y se opuso al matrimonio entre ellos, en vano. Tras la boda, renunció al mando del Ejército serbio y no regresó al país; murió en el exilio.

La relación entre Alejandro y Draga, por entonces dama de compañía de la exreina Natalia en el exilio a la que Milan odiaba, fue separando al rey de su padre. Durante el anterior periodo de Draga como protegida de la reina Natalia en la corte habían circulado rumores, infundados, de que aquella era amante de Milán, cuando, en realidad, desde el comienzo se mostró hostil a ella como a todas las favoritas de su esposa.
Durante los preparativos secretos para el anuncio de la boda de Alejandro y Draga Milan se encontraba en Carlsbad, negociando el matrimonio de su hijo con una princesa alemana y esperando la llegada de este en Austria-Hungría. Al enterarse el primer ministro de la intención de Alejandro de renunciar al casamiento con la alemana y hacerlo con Draga, como era su intención desde el comienzo, trató de comunicárselo a Milan, pero le fue imposible porque Alejandro les había dado a propósito manuales de código incorrectos para impedirlo, retrasando así la vuelta de Milán a Serbia. El gobierno en pleno decidió dimitir, opuesto al matrimonio del monarca, y esperaba el regreso de Milán para que forzase la abdicación de su hijo o le hiciese abandonar el proyecto de boda. Cuando Milan finalmente conoció los planes de su hijo dimitió como comandante del Ejército en protesta, pero no regresó al país sino que publicó una carta al rey indicándole la peligrosidad para el país y la dinastía de su inminente matrimonio.
Alejandro, satisfecho por la renuncia a la dirección del Ejército de Milán, temía que este hubiese utilizado a las tropas para impedir su matrimonio. En efecto, los oficiales del Ejército opuestos al casamiento de Alejandro y Draga esperaban el regreso de Milán para evitar la boda mediante el uso de la fuerza.
Tras la boda, finalmente consumada principalmente gracias al apoyo ruso, Milan permaneció en el exilio en Viena, vigilado estrechamente por agentes serbios pues Alejandro temía su regreso a Serbia y un posible intento por su parte de retomar el poder. Alejandro llegó a instigar la publicación de artículos que denigraban a su padre en la prensa serbia, para desacreditarle.
Milan murió, amargado con su hijo en los últimos tiempos, la tarde del 29 de enero de 1901 en Viena, tras una breve gripe, con 47 años. Alejandro no visitó a su padre muribundo, sino que envió a su primer edecán, actitud por la que fue severamente censurado. Las memorias sobre sus últimos momentos son contradictorias y se desconocen los sentimientos finales de Milán hacia Alejandro. En Serbia las campanas tocaron cuando se anunció su fallecimiento, que fue comunicado por Alejandro, conmovido. Comenzaron los preparativos para enterrar al exmonarca en la catedral de Belgrado pero las últimas disposiciones de Milán, que había solicitado al emperador Francisco José I de Austria no regresar a Serbia, impidieron el entierro. Su cuerpo, embalsamado y de uniforme, fue trasladado a los monasterios serbios de Srem, en Austria-Hungría, siendo finalmente enterrado, en presencia de la corte vienesa, en el de Krušedol en Fruška Gora.
Su hijo y su nuera fueron asesinados en 1903; no tenían descendencia, y la dinastía se extinguió por línea masculina. Su viuda, la reina Natalija, murió en 1941 en Francia.

## Ancestros
| \| \| \| \| \| \| \| \| \| \| \| \| \| \| \| \| \| \| \| \| 8. Todor Mihailović \| \| \| \| \| \| \| \| \| \| \| \| \| \| \| \| \| \| \| \| \| \| \| \| \| \| \| \| \| \| \| \| \| \| \| \| \| \| \| \| \| \| \| \| \| \| \| \| \| \| \| \| \| \| 4. Ospodaro Jevrem Mihailović Obrenović \| \| \| \| \| \| \| \| \| \| \| \| \| \| \| \| \| \| \| \| \| \| \| \| \| \| \| \| \| \| \| \| \| \| \| \| \| \| \| \| \| \| \| \| \| \| \| \| \| \| \| \| \| \| 9. Višnja Urošević \| \| \| \| \| \| \| \| \| \| \| \| \| \| \| \| \| \| \| \| \| \| \| \| \| \| \| \| \| \| \| \| \| \| \| \| \| \| \| \| \| \| \| \| \| \| \| \| \| \| \| \| \| \| 2. Miloš Obrenović de Serbia \| \| \| \| \| \| \| \| \| \| \| \| \| \| \| \| \| \| \| \| \| \| \| \| \| \| \| \| \| \| \| \| \| \| \| \| \| \| \| \| \| \| \| \| \| \| \| \| \| \| \| \| \| \| 10. Voivoda Antonije Bogićević \| \| \| \| \| \| \| \| \| \| \| \| \| \| \| \| \| \| \| \| \| \| \| \| \| \| \| \| \| \| \| \| \| \| \| \| \| \| \| \| \| \| \| \| \| \| \| \| \| \| \| \| \| \| 5. Tomanija Bogićević \| \| \| \| \| \| \| \| \| \| \| \| \| \| \| \| \| \| \| \| \| \| \| \| \| \| \| \| \| \| \| \| \| \| \| \| \| \| \| \| \| \| \| \| \| \| \| \| \| \| \| \| \| \| 11. Joka Bogićević \| \| \| \| \| \| \| \| \| \| \| \| \| \| \| \| \| \| \| \| \| \| \| \| \| \| \| \| \| \| \| \| \| \| \| \| \| \| \| \| \| \| \| \| \| \| \| \| \| \| \| \| \| \| 1. Milan IV de Serbia \| \| \| \| \| \| \| \| \| \| \| \| \| \| \| \| \| \| \| \| \| \| \| \| \| \| \| \| \| \| \| \| \| \| \| \| \| \| \| \| \| \| \| \| \| \| \| \| \| \| \| \| \| \| 12. Gran Tesorero Iordache Catargiu \| \| \| \| \| \| \| \| \| \| \| \| \| \| \| \| \| \| \| \| \| \| \| \| \| \| \| \| \| \| \| \| \| \| \| \| \| \| \| \| \| \| \| \| \| \| \| \| \| \| \| \| \| \| 6. Coronel Gran Canciller Constantin Catargiu \| \| \| \| \| \| \| \| \| \| \| \| \| \| \| \| \| \| \| \| \| \| \| \| \| \| \| \| \| \| \| \| \| \| \| \| \| \| \| \| \| \| \| \| \| \| \| \| \| \| \| \| \| \| 13. Princesa Ileana Rosetti Rosetti \| \| \| \| \| \| \| \| \| \| \| \| \| \| \| \| \| \| \| \| \| \| \| \| \| \| \| \| \| \| \| \| \| \| \| \| \| \| \| \| \| \| \| \| \| \| \| \| \| \| \| \| \| \| 3. Marija Cartagiu \| \| \| \| \| \| \| \| \| \| \| \| \| \| \| \| \| \| \| \| \| \| \| \| \| \| \| \| \| \| \| \| \| \| \| \| \| \| \| \| \| \| \| \| \| \| \| \| \| \| \| \| \| \| 14. [Boyardo]] Gheorghe Balş, gran tesorero de Moldavia \| \| \| \| \| \| \| \| \| \| \| \| \| \| \| \| \| \| \| \| \| \| \| \| \| \| \| \| \| \| \| \| \| \| \| \| \| \| \| \| \| \| \| \| \| \| \| \| \| \| \| \| \| \| 7. Smărănda Balş \| \| \| \| \| \| \| \| \| \| \| \| \| \| \| \| \| \| \| \| \| \| \| \| \| \| \| \| \| \| \| \| \| \| \| \| \| \| \| \| \| \| \| \| \| \| \| \| \| \| \| \| \| \| 15. Princesa Ruxandra Sturdza \| \| \| \| \| \| \| \| \| \| \| \| \| \| \| \| \| \| \| \| \| \| \| \| \| \| \| \| \| \| \| \| \| \| \| \| \| \| \| \| \| \| \| \| \| \| \| \| \| \| \| \| |                                                         |  |  |  |  |  |  |  |  |  |  |  |  |  |  |  |
| |                                                         |  |  |  |  |  |  |  |  |  |  |  |  |  |  |  |
| | 8. Todor Mihailović                                     |  |  |  |  |  |  |  |  |  |  |  |  |  |  |  |
| |                                                         |  |  |  |  |  |  |  |  |  |  |  |  |  |  |  |
| |                                                         |  |  |  |  |  |  |  |  |  |  |  |  |  |  |  |
| | 4. Ospodaro Jevrem Mihailović Obrenović                 |  |  |  |  |  |  |  |  |  |  |  |  |  |  |  |
| |                                                         |  |  |  |  |  |  |  |  |  |  |  |  |  |  |  |
| |                                                         |  |  |  |  |  |  |  |  |  |  |  |  |  |  |  |
| | 9. Višnja Urošević                                      |  |  |  |  |  |  |  |  |  |  |  |  |  |  |  |
| |                                                         |  |  |  |  |  |  |  |  |  |  |  |  |  |  |  |
| |                                                         |  |  |  |  |  |  |  |  |  |  |  |  |  |  |  |
| | 2. Miloš Obrenović de Serbia                            |  |  |  |  |  |  |  |  |  |  |  |  |  |  |  |
| |                                                         |  |  |  |  |  |  |  |  |  |  |  |  |  |  |  |
| |                                                         |  |  |  |  |  |  |  |  |  |  |  |  |  |  |  |
| | 10. Voivoda Antonije Bogićević                          |  |  |  |  |  |  |  |  |  |  |  |  |  |  |  |
| |                                                         |  |  |  |  |  |  |  |  |  |  |  |  |  |  |  |
| |                                                         |  |  |  |  |  |  |  |  |  |  |  |  |  |  |  |
| | 5. Tomanija Bogićević                                   |  |  |  |  |  |  |  |  |  |  |  |  |  |  |  |
| |                                                         |  |  |  |  |  |  |  |  |  |  |  |  |  |  |  |
| |                                                         |  |  |  |  |  |  |  |  |  |  |  |  |  |  |  |
| | 11. Joka Bogićević                                      |  |  |  |  |  |  |  |  |  |  |  |  |  |  |  |
| |                                                         |  |  |  |  |  |  |  |  |  |  |  |  |  |  |  |
| |                                                         |  |  |  |  |  |  |  |  |  |  |  |  |  |  |  |
| | 1. Milan IV de Serbia                                   |  |  |  |  |  |  |  |  |  |  |  |  |  |  |  |
| |                                                         |  |  |  |  |  |  |  |  |  |  |  |  |  |  |  |
| |                                                         |  |  |  |  |  |  |  |  |  |  |  |  |  |  |  |
| | 12. Gran Tesorero Iordache Catargiu                     |  |  |  |  |  |  |  |  |  |  |  |  |  |  |  |
| |                                                         |  |  |  |  |  |  |  |  |  |  |  |  |  |  |  |
| |                                                         |  |  |  |  |  |  |  |  |  |  |  |  |  |  |  |
| | 6. Coronel Gran Canciller Constantin Catargiu           |  |  |  |  |  |  |  |  |  |  |  |  |  |  |  |
| |                                                         |  |  |  |  |  |  |  |  |  |  |  |  |  |  |  |
| |                                                         |  |  |  |  |  |  |  |  |  |  |  |  |  |  |  |
| | 13. Princesa Ileana Rosetti Rosetti                     |  |  |  |  |  |  |  |  |  |  |  |  |  |  |  |
| |                                                         |  |  |  |  |  |  |  |  |  |  |  |  |  |  |  |
| |                                                         |  |  |  |  |  |  |  |  |  |  |  |  |  |  |  |
| | 3. Marija Cartagiu                                      |  |  |  |  |  |  |  |  |  |  |  |  |  |  |  |
| |                                                         |  |  |  |  |  |  |  |  |  |  |  |  |  |  |  |
| |                                                         |  |  |  |  |  |  |  |  |  |  |  |  |  |  |  |
| | 14. [Boyardo]] Gheorghe Balş, gran tesorero de Moldavia |  |  |  |  |  |  |  |  |  |  |  |  |  |  |  |
| |                                                         |  |  |  |  |  |  |  |  |  |  |  |  |  |  |  |
| |                                                         |  |  |  |  |  |  |  |  |  |  |  |  |  |  |  |
| | 7. Smărănda Balş                                        |  |  |  |  |  |  |  |  |  |  |  |  |  |  |  |
| |                                                         |  |  |  |  |  |  |  |  |  |  |  |  |  |  |  |
| |                                                         |  |  |  |  |  |  |  |  |  |  |  |  |  |  |  |
| | 15. Princesa Ruxandra Sturdza                           |  |  |  |  |  |  |  |  |  |  |  |  |  |  |  |
| |                                                         |  |  |  |  |  |  |  |  |  |  |  |  |  |  |  |
| |                                                         |  |  |  |  |  |  |  |  |  |  |  |  |  |  |  |

## Títulos y tratamientos
Esta tabla aún no está actualizada. Puedes contribuir aportando información sobre títulos y tratamientos de esta persona.

## Distinciones honoríficas

### Distinciones honoríficas serbias
- Soberano Gran Maestre de la Orden de la Cruz de Takovo (10/06/1868).
- Soberano Gran Maestre (y fundador) de la Orden del Águila Blanca (23/01/1883).
- Soberano Gran Maestre (y fundador) de la Orden de San Sava (23/01/1883).

### Distinciones honoríficas extranjeras
- Caballero de la Orden del Elefante (Reino de Dinamarca, 19/05/1882).
- Caballero Gran Cruz con Collar de la Real Orden de Kalākaua I (Reino de Hawái, 1882).
- Caballero Gran Cruz de la Real Orden de Kamehameha I (Reino de Hawái, 28/06/1883).[41]

| Predecesor: Miguel III     | Príncipe de Serbia 1868 - 1882 | Sucesor: El título cayó en desuso |
| Predecesor: Nueva creación | Rey de Serbia 1882 - 1889      | Sucesor: Alejandro I              |